# Laplaceverdeling
In de kansrekening en de statistiek is de Laplaceverdeling een continue verdeling genoemd naar Pierre-Simon Laplace. Het is de verdeling van het verschil van twee onderling onafhankelijke stochastische variabelen met dezelfde exponentiële verdeling. De verdeling wordt wel dubbel exponentiële verdeling genoemd, vanwege de vorm van de kansdichtheid die bestaat uit een exponentiële dichtheid en het gespiegelde daarvan, "rug-aan-rug", met een verschuiving van de top. De term 'dubbel exponentiële verdeling, wordt echter ook wel gebruikt voor de Gumbel-verdeling.

## Definitie
De Laplaceverdeling met parameters {\displaystyle \mu } en {\displaystyle b\geq 0} is een continue kansverdeling met kansdichtheid
{\displaystyle f(x;\mu ,b)={\frac {1}{2b}}\exp \left(-{\frac {|x-\mu |}{b}}\right)}.
De parameter {\displaystyle \mu } is de plaatsparameter en de parameter {\displaystyle b} de schaalparameter.
Een stochastische variabele met deze verdeling wordt wel Laplace{\displaystyle (\mu ,b)}-verdeeld genoemd.

Er is een zekere overeenkomst met de normale verdeling. De normale verdeling is uitgedrukt in de kwadratische afstand tot het midden, terwijl de Laplace-verdeling is uitgedrukt in de absolute afstand tot het midden.

## Eigenschappen
Voor een stochastische variabele {\displaystyle X} die Laplace{\displaystyle (\mu ,b)}-verdeeld is, geldt:

### Verwachtingswaarde, mediaan en modus
De parameter {\displaystyle \mu } is zowel de verwachtingswaarde, de mediaan als de modus:
{\displaystyle {\rm {E}}(X)=\mu }

### Variantie
De variantie wordt bepaald door de parameter {\displaystyle b}:
{\displaystyle {\rm {var}}(X)=b^{2}\,{\rm {var}}\left({\frac {X-\mu }{b}}\right)=b^{2}\int _{0}^{\infty }x^{2}e^{-x}{\rm {d}}x=2b^{2}}

### Kurtosis
De (exces) kurtosis van een Laplaceverdeling is gelijk aan 3.
{\displaystyle {\rm {kurtosis}}(X)=\gamma _{2}={\frac {\mu _{4}}{\mu _{2}^{2}}}-3={\frac {24b^{4}}{4b^{4}}}-3=3}
Immers
{\displaystyle \mu _{4}=b^{4}{\rm {E}}\left({\frac {X-\mu }{b}}\right)^{4}=b^{4}\int _{0}^{\infty }z^{4}e^{-z}{\rm {d}}z=24b^{4}}

### Momentgenererende functie
De momentgenererende functie is
{\displaystyle M_{X}(t)={\rm {E}}\left(e^{tX}\right)=e^{\mu t}{\rm {E}}\left(e^{t(X-\mu )}\right)}
{\displaystyle =e^{\mu t}\left(\int _{-\infty }^{0}e^{ty}{\frac {1}{2b}}e^{y/b}{\rm {d}}y+\int _{0}^{\infty }e^{ty}{\frac {1}{2b}}e^{-y/b}{\rm {d}}y\right)=}
{\displaystyle =e^{\mu t}\int _{0}^{\infty }\left(e^{-ty}+e^{ty}\right){\frac {1}{2b}}e^{-y/b}{\rm {d}}y={\frac {e^{\mu t}}{1-b^{2}t^{2}}}=}
{\displaystyle =e^{\mu t}{\tfrac {1}{2}}\int _{0}^{\infty }\left(e^{-(tb+1)z}+e^{(tb-1)z}\right){\rm {d}}z}
{\displaystyle =e^{\mu t}{\tfrac {1}{2}}\left.\left(-{\frac {e^{-(tb+1)z}}{(tb+1)}}+{\frac {e^{(tb-1)z}}{tb-1}}\right)\right|_{z=0}^{\infty }=}
{\displaystyle ={\frac {e^{\mu t}}{1-b^{2}t^{2}}}}, voor {\displaystyle |t|<1/b}

### Karakteristieke functie
Die karakteristieke functie is:
{\displaystyle \varphi _{X}(s)={\rm {E}}\left(e^{isX}\right)=e^{i\mu s}{\rm {E}}\left(e^{is(X-\mu )}\right)}
{\displaystyle =e^{i\mu s}\left(\int _{-\infty }^{0}e^{isy}{\frac {1}{2b}}e^{y/b}{\rm {d}}y+\int _{0}^{\infty }e^{isy}{\frac {1}{2b}}e^{-y/b}{\rm {d}}y\right)=}
{\displaystyle =e^{\mu t}{\tfrac {1}{2}}\int _{0}^{\infty }\left(e^{-(1+isb)z}+e^{-(1-isb)z}\right){\rm {d}}z={\frac {e^{i\mu s}}{1+b^{2}s^{2}}}}.

### Entropie
De entropie (in nat) bedraagt
{\displaystyle {\rm {H}}(X)={\rm {E}}(-\ln(f(X))=\ln(2b)+{\rm {E}}\left({\frac {|X-\mu |}{b}}\right)=\ln(2b)+1}.

## Verband met andere verdelingen
Voor een stochastische variabele {\displaystyle X} die Laplace{\displaystyle (\mu ,b)}-verdeeld is, geldt:
{\displaystyle aX+c} is Laplace{\displaystyle (a\mu +c,ab)}-verdeeld.．
{\displaystyle |X-\mu |} is exponentieel verdeeld met verwachtingswaarde {\displaystyle b}
Als {\displaystyle Y} onafhankelijk is van en gelijkverdeeld is als {\displaystyle X}, is
{\displaystyle {\frac {|X-\mu |}{|Y-\mu |}}} F-verdeeld met 2 vrijheidsgraden in de teller en 2 vrijheidsgraden in de noemer.
Voor een aselecte steekproef {\displaystyle X_{1},\ldots ,X_{n}} uit de Laplace{\displaystyle (\mu ,b)}-verdeling, geldt:
{\displaystyle {\frac {2}{b}}\sum _{i=1}^{n}|X_{i}-\mu |} is chi-kwadraatverdeeld met {\displaystyle n} vrijheidsgraden.
Als {\displaystyle X_{1},X_{2},X_{3},X_{4}} een aselecte steekproef vormen uit de N(0,1)-verdeling, is:
{\displaystyle X_{1}X_{2}-X_{3}X_{4}} Laplace(0,1)-verdeeld.
Als {\displaystyle X} en {\displaystyle Y} onderling onafhankelijk zijn en beide exponentieel verdeeld met {\displaystyle {\rm {E}}X=\lambda } en {\displaystyle {\rm {E}}Y=\mu }, is
{\displaystyle X/\lambda -Y/\mu } Laplace(0,1)-verdeeld.
Als {\displaystyle X} en {\displaystyle Y} onderling onafhankelijk zijn en beide uniform verdeeld op het interval (0,1), is
{\displaystyle X/Y} Laplace(0,1)-verdeeld.